# Franz von Dingelstedt

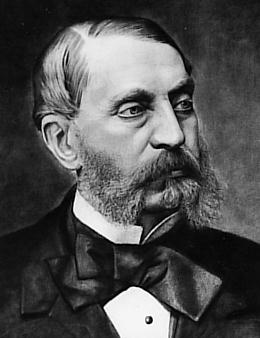
Franz von Dingelstedt.

Franz von Dingelstedt, född 30 juni 1814, död 15 maj 1881, var en tysk friherre, teaterman och författare.
Dingelstedt blev efter att ha varit lärare och bibliotekarie intendent vid hovteatern i München 1850, samt generalintendent vid hovteatern och hovkapellet i Weimar 1857. Från 1867 var han direktör för hovoperan i Wien och från 1871 för Burgtheater. Redan som ung väckte Dingelstedt uppmärksamhet som lyriker genom politiskt radikal tendensdiktning, såsom Lieder eines kosmopolitischen Nachtwächters, där han visade influensser från såväl Georg Herwegh och Ferdinand Freiligrath patetiska som Heinrich Heines satiriska poesi. Andra diktsamlingar av von Dingelstedt är Gedichte (1845) och Nacht und Morgen, neue Zeitgedichte (1851). Dingelstedt skrev även romaner och noveller samt tragedin Das Haus der Barneveldt (1850). I besittning av fin bildning ivrade han som teaterledare för publikens uppfostran. Han bearbetade och uppförde bland annat Molière och Shakespeare. Särskilt vinnlade han sig om att förvalta de tyska klassikernas dramatiska arv. Dingelstedts Sämtliche Werke utkom i 12 band 1877–1878. Hans självbiografiska Münchener Bilderbogen utgavs 1879.